# 王凤 (企业家)
王凤（1952年—），汉族，河北涿州人，中华人民共和国政治人物、第十一届全国人民代表大会河北地区代表。
毕业于北京化工大学函授学院工商管理专业，担任河北华夏集团董事长。2008年起担任全国人大代表。